# 三千世界の鴉を殺し
『三千世界の鴉を殺し』（さんぜんせかいのからすをころし）は、津守時生による日本の小説。また、小説を原作にしたドラマCDである。挿絵は藍川さとる（後に古張乃莉名義に変更）、TOKAI（雑誌掲載時のみ）と経て、麻々原絵里依が担当している。小説Wings（新書館）に連載され、ウイングス文庫（同）より1999年11月から刊行されている。また、2002年9月からドラマCDが発売されている。連載10年を記念して、「三千世界の鴉を殺しマガジン」が発売された。
タイトルは高杉晋作が作ったとされる都々逸が元ネタになっており、作中でも重要な意味を持つ。

## 概要
角川スニーカー文庫の、『喪神の碑』シリーズ及び『カラワンギ・サーガラ』シリーズの続きにあたり、これらに登場するO2（オリビエ・オスカーシュタイン）とマリリアードの女性体クローンの息子であるルシファード・オスカーシュタインが主人公の遠未来SF。
軍上層部の思惑絡みで、辺境惑星にあるカーマイン基地に左遷されてしまったルシファードは、初めての地上勤務で様々な人間との出会いを果たす。そんな中、麻薬の売人が誘拐された事件に関わったことから、バーミリオン星で繰り広げられる陰謀に巻き込まれてしまう。

## 登場人物

### 主要人物
カッコ内はドラマCD版の声優
ルシファード・オスカーシュタイン
声：諏訪部順一
銀河連邦宇宙軍の大尉であり、カーマイン基地第六連隊の第三大隊中隊長の一人。銀河連邦宇宙軍中央本部情報部部長を父に持ち、その第6課に籍を置く二重軍籍者（暗号名は「救世主（メサイア）」）。愛称は「ルシファ」。ただし、父親やニコラルーンなどのごく一部は、幼少時の愛称である「ルーシー」と呼ぶことも多い。第1巻時点で27歳。
誰もが魅了されてしまうほどの美貌ゆえに、彼の顔を見ると常人は凍り付いてしまうため、普段はスクリーングラスで顔を隠しており、素顔を見た皆が固まってしまうことにはうんざりしている。6歳から15歳までの間、賞金稼ぎの母と共に宇宙を放浪して暮らしており、護身術の一環として火器の扱いや体術などを仕込まれている。奔放な性格で思ったことをすぐ口に出す、少年のような部分を持つ。また美貌に似合わず罵声語のレパートリーが豊富で、所構わずそれを連発してしまうことと本人の性格もあいまって、父であるO2とはタイプの違うカリスマ性を発揮し、当初彼に敵愾心を抱いている男にも惚れられてしまうため、副官のライラには「男たらし」とからかわれ、いつも怒っている。愛読書は基地内の月刊ゴシップ誌「パープルヘヴン」。読み始めてから、その内容ゆえに彼の感情表現がBL用語と共に豊かになりつつある。
基本的にはフェミニストで押しに弱い部分があるため、年上の女性陣に度々「送り羊」として扱われてきたが、私情を挟むことなく機械のように任務をこなす非情さと、親しい相手でも殺すことをためらわない冷酷さを持ち合わせている。そのため、戦闘時に被害を最小限に減らすため非人間的な行動を取ることもあり、士官学校を出てから22歳で少佐、27歳で中佐まで昇進して巡洋艦の艦長を任されていたが、作戦中にとあるスペース・コロニーを破壊したことが議論の的となるも、宇宙軍本部に設置されている軍事戦略用コンピュータ・MMシリーズは全て「彼の作戦行動は効果的で最小限の被害に抑えた」との評価を下したため、上層部が彼の扱いに困り、政治的駆け引きの果てに2階級降格の上でカーマイン基地に左遷されてきた。感情の起伏があまりないのは、後述する超能力の暴走を防ぐためのセーフティであるとされる。
機械のプログラミングに強く、試作品の「ブレイン・ギア」と呼ばれる思考連動型コンピュータを被験者の1人として預けられていたり、オリジナルの暗号通信用テンプレートなどの趣味で作ったプログラムの印税や著作権での収入もそこそこ以上にある上、アダン曹長宅の清掃機械が効率よく動くようにプログラムを改変したこともある。なおブレイン・ギア使用中は電脳世界に精神を飛ばすため、使用中や使用直後は思考が機械的になっていることが多々ある。
念動力とそれを応用した治癒能力を持っている。ただし、治癒能力を自分・他者問わず重傷者に対して使用すると、受けた相手が細胞の急速な再生によるタンパク質欠乏に陥り、急激な飢えに襲われる。現在の技術では測定不可能なほど高いレベルの超能力ゆえにPCリングを両腕に装着している。軍に所属しているのも、彼のその力と性格から、「銀河一の犯罪者となるか軍の英雄となるかのどちらかだから、軍に所属してかばってもらえ」という母の言葉のためである。
後述の誘拐事件から超能力を細かいところで制御することができなくなったが、特徴である膝裏まで伸ばした癖のない黒髪を使えば、ある程度は範囲を限定して念動力を制御できる。中盤で念動力を応用したテレポートを会得した。また、機械に対する感応力も持ち、カジャが接触テレパスで寝ている彼の心を覗いた際に、無意識のうちに接触したカジャの心を逆に読んだこともある。これは念動力とは系統の違う超能力・精神感応能力だが、都市警察との電脳戦でブレイン・ギアを限界まで使用した際、無意識に発現させた。もともと強力なテレパシストである母親によって何らかの形でその能力の大半を封じられていたと思われる節があり（ただ、機械に対してだけは封印が甘かったらしい）、超A級テレパシストを親に持つ血筋のために潜在的にはかなり高いレベルのテレパシストだったことが判明。その後、テレパシー能力の封印は甘くなりつつあるのか、テレパシーによる会話や、心理障壁を外して相手に情報を読ませるという情報交換をニコルと行っている。また、もともと機械に対して封印が甘いのをいいことに、PCリングがあると不便と予測される場面で密かに外してしまうことも。また、テレパシストであるガーディアン・レッドと協力することで、爆発に巻き込まれ重傷を負ったリンゼイの体内に入り込んだ金属片を的確に取り出し、自身のヒーリング能力で癒すことまでやってのけた。その直後に力の使い過ぎが原因で昏倒し、擬似冬眠状態となる。昏睡から1週間後、ゆっくりと平熱に戻り始め、昏睡から10日で目覚めるが、その際に先ラフェール人の精神体に体を乗っ取られかけ、さらにこれまで目覚めていなかった、超能力による分子分解能力も獲得した。
士官学生時代に誘拐され、薬漬けにされた上で超能力に関する人体実験をされ、その首謀者であるアルジャハル教授に対しては、家訓により三倍返しをしたいと思っている。救出された後は、O2と精神連結して後遺症から救われ、その際に父の仕事や人生に対する思いを知った。
副官のライラとは、士官学校以来の親友であり、公私ともにかけがえのないパートナーとなっている。彼にとっては母親のフリーダムとライラだけが、絶対に敵に回すことができない相手である。また、これまではライラ以外の誰かを失うことを恐れたことはなかったが、初の地上勤務で得た仲間達を彼なりに大切に思い始めている。実は、『喪神の碑』に登場するオルガ・シオとはマリリアードを介して顔見知りの関係。
ライラ・キム
声：斎賀みつき
銀河連邦宇宙軍の中尉。180センチ近い長身と、コーヒーブラウンの肌が特徴。ルシファードの士官学校時代からの友人で信頼のおける副官。普段は冷静だが沸点は低く、とても好戦的で戦闘能力は高い。好みのタイプは自分より能力の高い人だが、彼女自身の能力が高すぎるため該当する男性は少ない。
士官学校時代に、誘拐され戻ってきたルシファードをフォローし続け、たとえ超能力の暴走で怪我を負っても彼をかばい続けた。超能力者としてのルシファードの“監視者”であり、緊急時には彼を殺さなければならない役割を持つ。また、ルシファードとともに、情報部にも籍を持つ二重軍籍者でもある。
ドラマCD付属のプチ文庫では、カジャ・ニザリと交際している様子が描かれている。
長子でありながら女であったため父に認められずに育ち、弟が亡くなったことで父の事業を継ぐ婿取りを強要されたため、それに反発し士官学校に入学した。その過去ゆえにファザコン気味。
サラディン・アラムート
声：三木眞一郎
カーマイン基地の軍病院に40年勤める外科主任（階級は大佐）で、腕のよさから“魔術師アラムート”の異名を持つ。だが、その美貌と過激な言動から、ドクターサイコと呼ばれることも多い。ルシファードに並々ならぬ興味を抱いている。20代にみえるが実年齢は227歳。連邦から絶滅宣言が出た種族の数少ない生き残りで、特徴は青みを帯びた緑色の髪と、瞳孔が細い金色の瞳。瞳が紫外線に弱いため、日中は偏光サングラスをかけることも。
人間嫌いでひねくれた性格。本気半分冗談半分の言動で周囲を翻弄させるものの、一旦心を開いた人間には優しい一面もある。かつての恋人綾香曰く「寂しがり屋」。
子供のようながら包容力があり男の色気を持つルシファードに対し恋をしているが、鈍すぎるために苦労している。虹彩も黒いルシファードの瞳を金環日蝕に喩えて「日蝕眼（エクリプス・アイズ）」と名づけた。ルシファードが鈍いことに内心毒づくこともあるが、サラディン自身も、自分が他人から向けられる感情を「尊敬」「畏怖」「好奇心」の三つのどれかだと思っている為、ルシファードほどでもないが、恋愛感情に鈍い（周りから恐れられている反面、蓬莱人に恐怖心を抱かない人間からは恋愛感情を抱かれているものの、全く気付かない）。
解剖マニアであるような一面があるが、生きている人間を解剖する気はなく、言動の割に常識人である。また、自分の異常さを理解しているため、人格破綻者扱いされていても気にしないが、ナースを罵倒されたり彼女たちに暴力をふるわれたりするのは無視できない。
作中中盤から自身を「狩る者」の気配を感じ始めたため、軍病院を早く辞めなければと思いながらも、その期を逃している。『喪神の碑』に登場したオルガ・シオはかつての教え子。
かつて、地球人の女性と恋に落ち、彼女が死ぬまで穏やかに暮らしたという。彼女の形見である三味線を持ち、この作品のタイトルの元である『三千世界の鴉を殺し　主と朝寝がしてみたい』という都々逸を気に入っている（ドラマCDでは節回しが独特であるため、歌うことが出来ないという設定）。休憩時間などに度々三味線を弾いているようだが、伝統楽器の真髄を理解できていないため、正式な伝承者というわけではないらしい。
カジャ・ニザリ
声：神奈延年
外見は15,6歳の美少年だが実年齢は150歳で、軍病院の内科主任（階級は中佐）。白氏族のテレパシストで、若年時に身体の成長が止まっているが、その能力が低いことにコンプレックスを抱きつつも、同僚の精神状態の改善等に役立てることもある。
外科主任のサラディンとあわせてサイコドクターズと呼ばれている。本人はその名称に不満を抱いているが、二人で病院長に対して計画し、行う嫌がらせ等、似つかわしいとも言える。マリリアードと知り合いであり、時折彼と似て見えるルシファードに惹かれている。髪の色と質がルシファードがかつて飼っていたウサギにそっくりなため、そのウサギの名前を取って「ベン（ベンジャミンのベン）」と呼ばれることもしばしばあり、当初は呼ばれる度に怒りをあらわにしていたが、今では慣れてしまったのか注意することも特にない。
最初、サラディンと口げんかをするシーンが目立ったが、彼を「サラ」と愛称で呼び、サラディンが除隊しないことを知った際に喜ぶなど、彼のことを友人として大切に思っている模様。
種族的対立からニコラルーンとは最初険悪だったが、やがて友人関係になる。
オリビエ・オスカーシュタイン
声：中田譲治
初登場は『喪神の碑』。ルシファードの父親で、銀色の髪以外は息子とよく似ている。O2（オーツー）と呼ばれる。銀河連邦宇宙軍中央本部情報部部長で階級は少将。90歳を超えてなお、30代にしか見えないクールな美貌の持ち主。強大な精神感応能力を持つテレパシストである。情報部の部下全てに非常に畏れられ、かつ心酔されている、極めて有能な人物。
息子と違ってスタイリッシュで上品な言動を取るが、ルシファード曰く、母親と自分が察した段階で阻止してきたから「一応未遂」だが大規模な精神災害（サイコハザード）を起こそうとする時ほど計画的かつ正気でやる、他人を「遠くで幸せになっても構わない人間」「遠くでも不幸になればいいと思った人間」「目の前で不幸になれば嬉しいと思う人間」のだいたい3種に分類するなど、性格は冷徹で非常に計算高い面がある（フリーダムはかつて「大変優秀かつ魅力的な人でなし」と評した）。しかし息子であるルシファードに言わせれば「実は一途で結構可愛いお茶目な性格」らしい。あまり何かに執着するタイプではなかったが、『喪神の碑』で親友となったラフェールの最後の王子・マリリアードには現在も強い執着を見せる。
『喪神の碑』と『カラワンギ・サーガラ』の間にあった事件のショックで、聴覚、視覚、発声機能を失った。今作においては、視覚だけは戻らず、全方位にテレパシーを使うことでそれを補っている。
ニコラルーン・マーベリック
声：千葉進歩
初登場は『カラワンギ・サーガラ』。ルシファードの昔なじみの知己であり、ルシファードの父・O2の部下でもある、銀河連邦宇宙軍中央本部情報部所属の少佐。超能力者で構成される情報部第7課の課長を務めた事もある優秀な情報将校だが、ルシファードやフリーダムにはある理由から「へっぽこ情報工作員」と呼ばれる。内科医師の資格も持つ。
実年齢はルシファードの倍以上だが、20代の青年で十分通る両性的な美貌が特徴。カイユ生まれのラフェール人テレパシストで、あまり強くはない（それでも人1人を壁に叩きつけるくらいは出来る）念動力も併せ持つ。新生ラフェール人たちの指導者的な役割を担っている。恋人を白氏に殺された過去を持ち、白氏を憎んでいるが、ルシファードの周囲にいるカジャとは種族的な対立を越えて友人となった。
身体的にも強健とはほど遠いが、情報部所属なだけあって非常に老獪な切れ者であると同時に、少年めいた純粋さをも併せ持つ（ゆえにルシファードには「性悪堕天使」「××堕天使」と呼ばれることも）。マリリアードと養父カラマイが黒髪だったため、黒髪フェチな一面もある。ルシファードの協力者でもあったが、14巻でアルジャハルに重傷を負わされ、約30年分の記憶を失う。その際護衛についていたルシファードの部下グラディウスが重傷を負い、治療のため髪を剃らざるを得なかったことを気にしており、彼女が退院した後でウィッグを見立てている。
フリーダム・ゼロ
声：五十嵐麗
初登場は『カラワンギ・サーガラ』。ルシファードの母で、類稀なる美貌を持つ。男嫌いであり、腕の良い賞金稼ぎ。幼いルシファードに、護身として拳銃の使い方を教えた。男勝りな言動が特徴。
ラフェール王家最後の王子であったマリリアードの女性型クローン（様々な遺伝子操作が施されているため、正確にはクローンとは言えない）であり、血筋などの運命から自由になるよう願いを込めて、普段表に出ている疑似人格にフリーダムと名づけられた。マリリアードの魂を持ち、その人格が表出するときはO2に劣らないテレパシー能力を発揮する。唯一O2の暴走をとめることが出来る人物でもある。潜入先などの女性らしい言動が求められる場では、フリーダムではなくマリリアードでいることが多い。マリリアードが黒髪だったためか、ラフェール王家に仕えていた「黒衆」の秘伝である暗殺体術も使うことが出来、息子に護身術の一つとして教え込んだ。
息子に、地球系では悪魔王の響きを持つ名を与え、父親の姓を名乗らせることで、滅びた種族である先ラフェール人やラフェール王家とのつながりを極力隠そうとしていた節がある。
男性型クローン体との定期的な交流によって、男性型が死ぬ1ヶ月前までの記憶も有する。オリジナルのマリリアードについてはこちらを参照。

### カーマイン基地（士官）
少尉以上の階級を持つ機動歩兵科の士官について記載する。
ワルター・シュミット
声：関智一
第六連隊第二大隊に所属する女たらしの大尉で、現在2度目の離婚紛争中だが、どこか憎めない。ルシファードに最初に友好的な立場を示した士官だった。
幼い頃母親に捨てられた経験を持ち、クマのぬいぐるみに関するトラウマがある。また、引き取られた先で、義母に誤解からひどい仕打ちを受けたことで、女性に対する不信感を抱くようになる。カーマイン基地への左遷も、上官の妻に手を出したから。
ルシファードの後押しにより、現在離婚紛争中のメリッサとの復縁を進められており、彼女とトラウマについて語り合い復縁するまでの様子が単行本15巻で描かれている。
ロザリンド・バーガー
声：山田みほ
第六連隊第三大隊第三中隊長大尉。ベリーショートヘアの金髪・碧眼と白い肌が特徴。さばけた性格の持ち主。作中ではロザリーと呼ばれることも。
ライラとバンカー中佐の騒ぎに証人として立会い、女性兵士を軽視する中佐の暴言を聞き流せず、ライラとともに物騒な手段で中佐を黙らせようとしたが、副官に止められた。
エルトン・グレッグ
声：若本規夫
30代だが前髪が薄い、ワルターと同じ大隊に所属する大尉。髪の毛が長いことで着任早々のルシファードに絡み、決闘騒ぎになる。
中隊長以上の人間が集められたとある会議で「パープルヘヴン」に関する議題が出た際、新作小説の主人公にされてしまったルシファードに、相手役としてリクエストされた。
アンリ・ラクロワ
声：立木文彦
銀河連邦宇宙軍の中佐（年齢は50代後半）。カーマイン基地の副司令官でルシファードの良き理解者でもある。妻子持ちで特に愛妻家として知られる。ルシファードの事を気に入り、無礼講の祝勝会の際に、ルシファードに「恋人キス」を仕掛けたり、妻と娘のお土産にすると豪語した事もある。なお前述のサラディンとは昔馴染みで、名前で呼び合う。血の気が多かった昔はかなりのやんちゃもやったらしい。
司令官であるブレッチャー大佐（声：拡森信吾）の舵取り役で、「今の司令官は前任者よりはマシ」と思っている節がある。
本編終了後を描くドラマCD付属のプチ文庫では、大佐に昇進しカーマイン基地の司令官となった。
アレックス・マオ
声：堀内賢雄
第六連隊の連隊長。ルシファードの直接の上官であり、情報部に二重軍籍を持つ（階級は中佐）。既に第一線は退いているが、ある任務のため情報将校という身分を隠してカーマイン基地に着任した。外見は肩まで伸ばした髪をオールバックにした優男だが、実際はライラが「タヌキ親父」と評するほど侮れない男である。また、O2に鍛えられた情報将校らしく優秀だが、その例に漏れず性格がどこかねじれているのも特徴。
O2の元部下ということで、ルシファードと親しげにしているため、パーヘヴの相手役となる。このことで、サラディンからは嫉妬された。
ブライアン・バンカー
声：平勝伊
血の色が透けて見えそうなほど白い肌に刈り込んだ金髪を持つ第四連隊長で、階級は中佐。ドミニク・バンカーの夫。大柄な上、基地内にあるジムへ通い、トレーニングを欠かさないためマッチョ体型で、ライラを含めた一部の女性兵士から、影で「白ゴリラ」と呼ばれている（妻であるドミニクですら、そう表現したことがある）。
ルシファードの長髪にいい印象を持っておらず、「もしルシファードが彼の連隊に配属されていたら丸刈りにされている」とも言われていた。
左遷前副官だった妻の片目を見るたびに、自分が左遷されたきっかけを思い出すため逃避し続けていた。ある事情から間男になってしまったルシファードに怒りを覚え、軍人にあるまじき男尊女卑の思想からライラに対しても暴言を吐いたため、ぶち切れたライラに伸された挙句、ルシファードと一対一で殴り合いの決闘をするが、全身打撲等、全治1ヶ月の重傷を負い敗北。
パトリック・ラッセル
第二連隊に所属する中尉で、中隊長であるトーマス・シュナイザー大尉の副官。蜂蜜色の金髪と「天使のような」と評される微笑みを武器とする連隊のアイドル。ルシファードとはあまり違わない年齢のはずだが、外見はシリアスモードのマコトより幼い印象の美青年。
可愛い外見に似合わずダークな性格で、ルシファードの着任以来、密かにライバル視していたが、上官たちと一緒に彼に絡んだ際にやり返されたことで惚れ込み、ことあるごとに迫るように。しかし甘ったれた物言いをはじめとする態度のせいで、マコト同様鬱陶しがられている。後に、その言動がいわゆる「キャラ作り」の結果であることをルシファードに見抜かれ、極秘プロジェクト解散時に都市警察のガーディアン護衛任務を命ぜられた。
情報機器の扱いに長けているため、ルシファードがリーダーの極秘プロジェクトに参加することに。ただ、最初の印象からか、ルシファードの信頼度はマコトより低い。

### カーマイン基地（その他の兵士）
機動歩兵科以外の士官と、下士官について記載する。
メリッサ・ラングレー
声：小林優子
通信科第六通信中隊の隊長を務める女性大尉。きれいに巻いた赤毛が特徴。ワルターの元妻で、離婚して以来、ワルターにつらくあたっているものの、彼のトラウマに気付きそれを打ち明けられたルシファードには嫉妬している。
お嬢様育ちであり、少女時代はボディーガードが常にそばにいる生活を送っていた。自分の誕生日の少し前に、父親がクマのぬいぐるみを買っている姿を目撃したが、後にそれは腹違いの妹のためのものであることを知る。浮気を続ける父親とそれに対して何もしない母親に嫌気がさし、仕官しようと考えた。
入隊後に付き合ったとある兵士が、その除隊後になって結婚詐欺師であったことが発覚し、個人的に調査をした上で、ケリをつけるべく行動を起こし、家族の目の前で男を射殺しかけて殺人未遂容疑で逮捕された。しかし、メリッサ以外にも詐欺の被害者がいたこともあって「情状酌量の余地あり」と判断され、カーマイン基地へ左遷されてきた。
マコト・ミツガシラ
声：野島健児
輸送科第二中隊所属の少尉（23歳）。前の任地でセクハラをされ、相手を半殺しにしたことで左遷された極度のメカフェチ。高校をスキップし学都惑星にある大学の工学部へ入学した秀才。親類に学都惑星で教鞭をとる人工生物学の教授がいる。
クールな態度で「メカ・ケルベロス」と称されるが、ルシファードの前では可愛らしくなる。ルシファードを「お兄様」と呼び、ルシファードには「マコ」と呼ばせ、同じメカフェチの観点から彼を口説こうとしている。なおメカ・ケルベロスの愛称は、地獄の番犬・ケルベロスが三つの頭をしていることから、名字のミツガシラに掛けた事に由来する。
電脳戦に強く、ある程度までならハッキングなどもできるため、ルシファードの極秘プロジェクトに参加。プロジェクトを二手に分けた後は、分室側でカーマイン市の都市警察に属する電脳部隊「ガーディアン」と行動を共にする。プロジェクト解散後は輸送科へ戻った。
グラディウス・ベル
声：尾又淑恵
ルシファードの中隊の兵士の一人で、六芒人の女性軍曹。六芒人と地球系のクォーターで、家の事情から入隊する。優性遺伝である六芒人の外見を持つ。ルシファードに惚れ込み、彼と恋人同士になることを夢見る乙女な部分もあるが、分隊長として部下の信頼は厚く、ルシファードもその実力を認める優秀な兵士で、ルシファードの勧めで士官学校への入学を目指し始める。
ニコラルーンの護衛中にアルジャハル教授に襲われ、片腕を切断され（ルシファードが治癒能力で治した）、脳に重傷を負った。その後、脳の方はサラディンの手術を受けてある程度回復し、ルシファードが目覚める2日前に自宅療養に切り替えて退院、自宅付近のリハビリ施設へ通い始めたらしい。
メイジャ・アダン
声：うすいたかやす
ルシファードの中隊に所属する小隊長の一人で、唯一の曹長。兵卒から叩き上げで軍歴も長い初老の男性で、6人の子供がいる。彼の愛娘・フロラの歌はルシファードのお気に入りとなっている。
ドミニク・バンカー
声：皆川純子
需品科のトップである女性少佐。連隊長の1人であるブライアン・バンカーの妻で、元副官。戦艦乗船中にとある事件にかかわったことがきっかけで、夫婦ともども左遷されてきた。
8分の1ほど六芒人の血を引くため、やや赤みがかかった茶色の瞳を持ち、長身で戦闘能力も高い。赤茶の瞳は感情が高ぶると鮮血を思わせる真紅に変化する。特徴は前述の事件のときに失明した左目を覆うアイパッチ。インナーやストッキングなどと色をそろえている。
体格測定用の機械が壊れてしまったのを機に、需品科の女性陣を巻き込んでセクハラめいた測定を男性兵士に行い、自分から逃げている夫への鬱憤を晴らしていたが、ルシファードとやりあったことで吹っ切れ、特に親しい人用の愛称「D」を教え、呼ぶことを許した。
佐官の中では数少ない、ルシファードの極秘プロジェクト参加者であり、本部を動けないルシファードの代わりにライラと共に実働部隊の指揮を取ることに。
ボビー・ヘインズ
声：田村健亮
第六通信中隊に所属する軍曹。「パープルヘヴン」の編集者である婚約者がおり、彼女のためにルシファードの着任当初にサラディンとの通話を盗聴しようとしてシメられたことがある。情報機器の扱いに長けており、その腕を買われて都市警察との電脳戦に参加。その後、ルシファードが立ち上げた極秘プロジェクトにも参加するが、スタート早々にとんでもない失敗をやらかしてしまう。
マルチェロ・アリオーニ
声：三宅健太
憲兵隊の隊長で大尉。32歳。6年前に同僚に嵌められて左遷された。歓楽街などの粛清を行い、治安の安定を成し遂げた。暇をもてあまし、趣味で基地や流民街の情報を収集、独自に調査していたこともある。
通信端末を切った状態の彼と連絡を取るのは難しく、憲兵隊が彼の行きつけの店に協力してもらう形で行われている。ワルターとは対照的なワイルド系の男で、ワルターと同様女好きだが、自分のプライベートは女性と過ごすためにあると公言してやまないため、男の友人が少ない。
通信科兵士の発砲事件を機にルシファードとかかわりを持ち、そこそこのハッキングスキルや憲兵隊のアクセス権限を利用した情報収集に長けることを買われ、極秘プロジェクトの追加メンバーになった。以降は本部で後方支援を担当するルシファードの片腕的な役割を担う。
真面目な副官のリンゼイに対し好意を抱いているが、自分の行った粛清が原因で怪我をさせ、視力を奪ってしまったことを気にしている。ルシファードの口車に乗せられ、彼女に交際を申し込むことを誓った。その後、プロジェクト分室爆破未遂事件で重傷を負ったリンゼイがルシファードに癒され意識を取り戻した後に告白し、無事結ばれる。
リンゼイ・コールドマン
声：名塚佳織
マルチェロの副官で中尉。元は中央本部から派遣されてきたエリートで、予定では1年限定の着任だった。法務科の所属だったため、戦闘向きの体格ではない小柄な女性。6年前マルチェロが行った粛清に関わる裁判の際に起きた爆破テロで脳の視神経付近を損傷、サラディンの手術でも脳に刺さった破片をすべて取り除くことは出来ず、視力が低下したため現在は眼鏡をかけている。
マルチェロの指示で極秘プロジェクトの分室を警備中、手投げ弾のような爆発物の直撃をくらい、右腕を失うほどの重傷を負ったが、駆け付けたルシファードとガーディアン・レッドの連携により一命を取りとめた。また、その際古傷である脳の中の破片も取り除かれたため、病院で目覚めた時には視力が回復している。

### 守護天使（ガーディアン）
都市警察機動保安部第5課（通称電脳課）の刑事。レッド以外は脳の一部を損傷しており、補助頭脳として人工頭脳を埋め込む手術を合法的に受けている。都市警察本署が何者かによる爆破を受けたことで、ウンセット部長によって病院送りにならなかったメンバーが一時カーマイン基地に身柄を保護され、その後ルシファードの極秘プロジェクトに協力する「プロジェクト分室」メンバーとなる。
ツインメーア・デ・エラ・レッド
声：代永翼
都市警察電脳課のガーディアン・レッド。電脳課チーフ。かつて地球系人類が滅ぼした、視力の代わりにテレパシー能力を持つ種族「水麗人」のクローン体で、専用ブレイン・ギアを用いると、同じくブレイン・ギアを使っているルシファードと対等にやりあえる技量を持つ。
ブルース・バンディ
声：内田雄馬
都市警察電脳課のガーディアン・ブルー。初登場時18歳で、スラム育ちの少年。かつて電脳犯罪を起こし逮捕されたが、そのハッキングスキルを買われ、電脳課刑事となった経歴を持つ元チンピラ。
ピンキー・スコット
声：篠田みなみ
都市警察電脳課のガーディアン・ピンク。ブルースと似た経歴を持つ少女で、13歳の時にウンセット部長が身元引受人になった。
ヘルマン・ゴルムント
都市警察電脳課のガーディアン・ゴールド。相棒はガーディアン・ホワイトで、本部の爆破事件に巻き込まれ、2人とも病院送りになった。

### その他
スノーリ・ウンセット
声：長嶝高士
カーマイン市の治安を守る都市警察本部の機動保安部部長。カーマイン基地を軽視しているため、軍人や軍病院の医師たちによく噛み付く。若い頃は「人間装甲車」の異名をとる突撃型の刑事だった。赤ら顔の巨漢で、ストレスによる過食症気味（サラディンには脂肪肝を指摘された）。未成年であるピンキーやブルースの保護者役も務める。
ルシファードに関わるようになってからは「親父」と呼ばれ、時折彼の周囲で起こる騒動に巻き込まれる。
レス・トワ・グール・ナグ・ツェイ・イト
声：水落幸子
通称ブラッディ・レス。青鱗人の女傭兵で豊満で妖艶な美女だが実年齢は400歳以上。独特の格闘術を操る快楽殺人者で、指名手配犯でもある。
25年前は「レス・ナグツェイト」と名乗って宇宙軍に仕官していたが、ある事件で軍を裏切り、部隊をほぼ全滅させた。ブライアン・バンカーは当時彼女の部下で、この事件が原因で長い間女性不信に陥る。
5年前、宇宙海賊を討伐する任務に就いていたルシファードとライラに一度捕えられたが、その後宇宙警察によって護送される途中に12人を殺して逃亡している（この件で手配ランクが3から2に上がった）。以来ルシファードに執着し、彼を「黒髪の坊や」と呼ぶ。
ルシファードが都市警察と電脳戦を繰り広げた際に、現場で突入部隊を率いていたライラと再会し、後日カーマイン市の街中でルシファードを襲撃するも反撃を受け、現在は生死不明。
『喪神の碑』に登場したキラは彼女の姉。
サイード・ハダム・アリ・アル＝ジャアファル
通称アルジャハル教授。オレンジがかかった肌と青い瞳を持つマッドサイエンティスト。教授と呼ばれるのは、かつて学都惑星で教鞭をとっていたため。ひげを蓄え、老成した雰囲気を持つため、年齢不詳な印象が強い。レベル1の犯罪者として宇宙軍に指名手配されているが、宇宙軍上層部とつながりを持つため、度々O2の追跡すら振り切って逃げのびる。
10年前、自らが目指す『最強の人類』に最も近いルシファードを犯罪組織に誘拐させ、軍の研究所で散々いたぶった。ルシファードにとって個人的にミンチにしたい人物。ルシファードは、レスに、彼が惑星バーミリオンに来ていることを知らされた。その上、実は惑星全体に広がる組織「イヴル」のトップに君臨している。
ジャグモハン・アロラ
マルチェロ行きつけのラブホテルのひとつを仕切る支配人。ジャグと呼ばれている。浅黒い肌を持つ地球系移民で、第1期移民団としてバーミリオンにやってきた宇宙商人の一族の出身。流民街でも血縁者が商売しているらしい。惑星マドナに母方の曾祖母に連なる一族がいる。士官学校入学前のルシファードが関わったある事件の後で、お礼としてその一族の長老から教わった言葉を、彼に告げたため、信頼を得ることが出来た。
パオラ・ロドリゲス・フェアファックス
惑星政府の大統領。美人といえる顔立ちでこそないが華やかな魅力を持つ、褐色の肌と長い黒髪が特徴の女性。体力的には男性以下であっても、自身の容姿や知力の使い方を熟知しているため大統領に上り詰めた人物。夫は与党オナー党の党首を務めるジェラルド・フェアファックス議員。
信頼の置ける大統領補佐官が事故死に見せかけて暗殺された後、個人の電子書庫にデータが届いたのを期に命の危機を感じるようになった。夫が「イヴル」に取り込まれていることに気づいているかは不明だが、部屋の中に盗聴器が仕掛けられていたことや、親しく付き合っていた人物が急な人事異動で遠ざけられてしまったことなどから、個人的な護衛官であるエレンと共に政府内で孤立させられつつあることには感づいていた。
連邦議会の惑星議員時代、要人警護の責任者だったO2と一時付き合っていたことがあり、当時ある事情からフリーダムが家を出て行ってしまったため、幼いルシファードを引き取っていたO2の自宅で彼と遭遇したことがある。その繋がりと惑星大統領の権限でアクセスできた情報からカーマイン基地にいるオスカーシュタイン大尉があの時の少年であることを知り、「O2の息子なら何とかできるだろう」と、補佐官が残したデータを納めたディスクを宇宙軍へ渡すべく、極秘会議中の出来事の謝罪を口実に呼びつけて間男を演じさせた。それをあえて盗撮させることで、夫の失脚と安全を確保するための離婚を狙っていた節があるが、ルシファードがこの目的に気づきマルチェロを巻き込んだことでさらに大きなスキャンダルを演出することができた。
エレン・パターソン
パオラの個人的な護衛官で、彼女に心酔している女性。軽機関銃を使いこなす。私邸内での盗聴が確定的になってからは携帯端末を用いた筆談でパオラと話し合い、ルシファードを巻き込んで一芝居打った。
オルガ・シオ
初登場は『喪神の碑』。サラディンのかつての教え子で、彼の腕を見込み手術を依頼した。教授時代のサラディンとある理由から親しくなり、彼を慕っている。サラディン曰く『笑顔は70年前と全く変わらない』。ルシファードらに、過去のO2とマリリアードの殴り合いの話をし、彼等を知る面々を驚かせた。

## 用語
惑星バーミリオン
辺境宇宙に存在する惑星。かつて地球系の企業によって居住可能なように改造された。その際、ヒューマノイド型ではない生命体の宇宙船が不時着した遺跡を発掘し、そこに残されていた物質転送装置や各種設備を隠匿したまま改造を続けたらしい。
軍隊は首都カーマインに宇宙軍の駐屯基地、密林地帯であるエメラルド・フォレスト付近に惑星軍のエメラルド・フォレスト基地を持つ。
現在銀河連邦が計画中の、外宇宙探査の基地候補の一つとなっている。
カーマイン基地
バーミリオンの首都カーマイン市に存在する銀河連邦宇宙軍の陸軍基地であり、所属は惑星セラドンに本部を置くヴァンダイク方面軍。定期的に貨物船などが到着する宇宙港が併設されている。ここに着任することが左遷を意味している。都市警察からは「宇宙港の警備代行業者」と認識されている節もあり、衝突が絶えない。
着任以降、憲兵隊のネットワークなどを使って独自に基地内を調査したことがあるマルチェロによると、「惑星セラドンから司令官が天下りしてくるたびに、予算削減や兵科の統廃合などが行われ、基地が弱体化してきた」らしい。
パープルヘヴン
カーマイン基地で発行されるゴシップ雑誌。通称パーヘヴ（“PH”とも表記）。それに掲載されるものは、基地にいる男性の名前を使った男同士のロマンスのため、モデルとなった男性兵士からの苦情が絶えないが、女性達とルシファードの娯楽の対象でもある。創刊者であるエカテリーナ（PN）はサイコドクターズとも渡り合える女傑だった。その争いの結果、軍病院は禁止区域となっている。
記者・編集者は主に通信科の女性兵士たちで、現在、名誉職にある創刊者がいる総務科と共に、巣窟扱いされている。創刊者が一線を退いてからは、ポップな内容の小説が増えたらしい。ルシファード着任以降、彼の隠し撮り写真のコーナーがグラビアページに掲載されるようになった。
16巻において都市警察内部でも同様のゴシップ誌が刊行されていることが発覚。
PCリング
サイキック・コントロール・リング。超能力者が、その能力を殺人や犯罪に使わないように、抑止するための電流及び警告音を発する装置であり、外部からの入力にも反応する。接合部の見えにくい、特殊な材質でできた腕輪で、デジタル時計機能などもついている。監視者はこのリングを着脱するための鍵を持っている。強力な精神安定剤のようなものとも言われ、普通の人間がそれをつけると昏倒してしまうほどのものである。ルシファードはこれを両手首に装着して普通に生活しており、それを知ったカジャに驚かれた。なお白氏族はこれをつけなくても良いことになっている。
4巻において、このリングが発する電子音を止めるために、サラディンが強引に外そうとして片方を壊した。残ったもう片方も、リングを装着した状態ではルシファードが疲弊しまともに活動できないため、一時的に外す許可をライラから得ている。
19巻では、超能力を使った殺人等の非人道的行為を防ぐため心理的な抵抗を植え付ける過程を通らず成長し、それらを行った罪で逮捕された者には最悪の場合脳へ直接これと同じシステムを取り付けて収監するという話がルシファードから語られる。
“監視者”
常にPCリング着用者のそばにおり、超能力による悪質な犯罪や、リングを外すといった事項が起こった場合、最悪の事態に備えて対象者を殺すように、催眠型の暗示をかけられている存在。リングを外すための鍵も預かっている。ライラはこの役目のため、「夫婦でなければ2人一組での転任はない」という軍規の中で、例外的にルシファードと2人一組で転任させられ続けている。
対象者がリングを外した状態を認識すると、「危険な状態」と無意識に判断し暗示が発動することがあり、ライラはルシファードを殺しかけた。そのため、リングを外さなけらばならない場合は、監視者からの許可という手続きが必要である。

## 本作に登場する人種
本作には様々な人類が登場している。以下に、作中に実際に登場している人種について記載する。また該当者の数が少ないものについてはキャラクター名を記載する。
地球人（テラノーツ）
狭義では、テラ太陽系地球出身者と彼らをベースとした混血種を指す。短命で、ほとんどの場合特殊な能力は有さないが、それを補って余りある繁殖力を持ち、六芒人など多種族との混血が可能な存在。銀河連邦に加盟した時期が遅く、それ以前には希少な他種族を全滅させたこともある。移民先の環境に順応するにつれて、先祖達とは完全に違った外見へ変化するため、様々な外見を持つ。現在、種族的特徴があまりはっきりしない者も地球人（あるいは地球系をベースとした混血種）とみなされている為、最も多く存在する人種。
白氏族
強力なテレパシー能力を有する種族。その能力の大きさにより、寿命の長さ、繁殖力が決まる。一般的に能力が高いほど若い姿で成長が止まり、生殖能力はなく長命である。そのため、超能力を有する子孫が生まれにくくなっている。銀河連邦軍は、元帥であるスクトラバがこの種族であるためほとんど彼らに牛耳られたような状態である。特徴は白髪とオレンジ色の瞳。O2とは長年の敵対関係にある。
- カジャ

蓬莱人
長命で、高度な再生能力などを有する種族。生殖は同種族のものとしかできない。好意を抱くと“媚香”が発生、これは香りによって他者の意志を奪う能力であり、最終目的は、頚動脈に管牙（かんが）と呼ばれる状態の犬歯を刺して、中の特殊な体液を相手に送り込むことで、相手を擬似蓬莱人とも呼べる不老不死にすることである。彼らの血液は完璧ではないが不老不死の力に優れるため、寿命を延ばしたい者達が“狩る者”となり、追われていた。公式には絶滅したことになっている。
- サラディン

ラフェール人（新生ラフェール人とも）
『天使の末裔』とも呼ばれる種族。かつて、とある病気が蔓延したのをきっかけに、本星である六芒太陽系のラフェール星が滅んだため、政治的意図もあって、同じ星系内にあるカイユ星を居住可能なように改造し第2のラフェール星とした。（詳細は『喪神の碑』を参照。）以降、一般的にラフェール人とはカイユ生まれの種族を指す。平均寿命は200年ほどとされ、成人してから長期間若い姿を保つため、正確な年齢が判断できない。男女共に性別を超越したたおやかな美貌の持ち主で、性格は一般的に争いを好まず温和で友好的。ほぼ例外なくエンパシーと呼ばれるごく微弱な精神感応能力を持ち、他人の感情を察することができるが、近年では強力なテレパシストが多く生まれている。この能力と、生来の性質の両者を巧みに利用し、異なる思想や利益をすりあわせる調整能力に優れるため『生まれながらの外交官』とも称される。また、芸術方面へも優れた人材を輩出する。
- ニコラルーン

六芒人
ヘクサノーツもしくはフィラル人と呼ばれる。男女共に体格が良く運動能力と体力に優れ、性格的にも血の気の多い者が多く、『生来の戦士』とも称される。ブロンド系の髪と赤い瞳、赤銅色の肌が特徴で、この外見は優性遺伝のため、混血であっても3代目までは一目で六芒人の血を引くことがわかる者が多い。種族の歴史は地球人より古いものの、同じ六芒太陽系に属する種族であり、自分達よりもさらに古い種族であるにも拘らず六芒人と呼ばれることがなかったラフェール人に対しては、種族的コンプレックスを抱いている。また、『喪神の碑』では、ラフェール人との混血は、致死遺伝子が働くため全く出来ないとされている。
- グラディウス

水麗人（マーメノイド）
水中と陸上両方で生活できる両棲人類で、その一生は髪の色によって青年期・成熟期・老成期の3種類に分けられる。青い髪の青年期は100年ほど続く反面、赤い髪の成熟期は1年しかなく、成熟期に子供を残せないと紫の髪の老成期になり、首もとにあるえらが閉じて四肢のヒレが落ち、水中で生活できなくなる。耳のある位置には、半透明な大小のヒレがある。
視覚が退化している代わりにテレパシー能力が発達していて、声帯筋や表情筋があまり発達していない。水中で生活する時間が長いため、手の指の間には水かきのような膜がある。
銀河連邦加入前の地球系人類によって滅ぼされた。
- ツインメーア

## 既刊一覧

### 文庫
- 津守時生（著） / 藍川さとる（古張乃莉）（イラスト、8巻まで） / 麻々原絵里依（イラスト、9巻以降） 『三千世界の鴉を殺し』 新書館〈ウイングス文庫〉、既刊24巻（2019年11月9日現在）
  - 『三千世界の鴉を殺し 1』1999年11月8日発売[2]、ISBN 4-403-54016-3
  - 『三千世界の鴉を殺し 2』2000年3月8日発売[3]、ISBN 4-403-54022-8
  - 『三千世界の鴉を殺し 3』2000年7月6日発売[4]、ISBN 4-403-54028-7
  - 『三千世界の鴉を殺し 4』2001年7月9日発売[5]、ISBN 4-403-54039-2
  - 『三千世界の鴉を殺し 5』2001年11月8日発売[6]、ISBN 4-403-54043-0
  - 『三千世界の鴉を殺し 6』2002年5月8日発売[7]、ISBN 4-403-54050-3
  - 『三千世界の鴉を殺し 7』2002年12月26日発売[8]、ISBN 4-403-54059-7
  - 『三千世界の鴉を殺し 8』2003年11月25日発売[9]、ISBN 4-403-54071-6
  - 『三千世界の鴉を殺し 9』2004年11月8日発売[10]、ISBN 4-403-54084-8
  - 『三千世界の鴉を殺し 10』2004年11月8日発売[11]、ISBN 4-403-54085-6
  - 『三千世界の鴉を殺し 11』2005年9月8日発売[12]、ISBN 4-403-54097-X
  - 『三千世界の鴉を殺し 12』2006年10月5日発売[13]、ISBN 4-403-54110-0
  - 『三千世界の鴉を殺し 13』2007年11月10日発売[14]、ISBN 978-4-403-54121-6
  - 『三千世界の鴉を殺し 14』2008年11月10日発売[15]、ISBN 978-4-403-54131-5
  - 『三千世界の鴉を殺し 15』2010年1月15日発売[16]、ISBN 978-4-403-54144-5
  - 『三千世界の鴉を殺し 16』2012年9月10日発売[17]、ISBN 978-4-403-54183-4
  - 『三千世界の鴉を殺し 17』2013年11月10日発売[18]、ISBN 978-4-403-54196-4
  - 『三千世界の鴉を殺し 18』2014年11月10日発売[19]、ISBN 978-4-403-54203-9
  - 『三千世界の鴉を殺し 19』2015年11月9日発売[20]、ISBN 978-4-403-54205-3
  - 『三千世界の鴉を殺し 20』2016年11月10日発売[21]、ISBN 978-4-403-54207-7
  - 『三千世界の鴉を殺し 21』2017年12月29日発売[22]、ISBN 978-4-403-54209-1
  - 『三千世界の鴉を殺し SEQUEL1』2018年8月10日発売[23]、ISBN 978-4-403-54210-7
  - 『三千世界の鴉を殺し 22』2018年11月10日発売[24]、ISBN 978-4-403-54211-4
  - 『三千世界の鴉を殺し 23』2019年11月9日発売[25]、ISBN 978-4-403-54216-9

### 雑誌
- 小説ウィングス編集部 『三千世界の鴉を殺しマガジン』2009年4月27日発売[26]、ISBN 978-4-403-65036-9

### イラスト集
- 津守時生・古張乃莉 『三千世界の鴉を殺しILLUSTRATION COLLECTION』2003年11月28日発売[27]、ISBN 4-403-65022-8
  - 巻末にドラマCD第1巻のプチ文庫を収録。

## ドラマCD
本編の内容を収録したドラマCDが2002年9月から発売されている。初回限定生産特典として、書き下ろしのプチ文庫が付く。内容は本編終了後が舞台で、1巻ごとに1月経過する。CD第1巻から5月の内容が始まっている。5巻後篇分はキャストによる座談会CDと年末が舞台の小説が書かれたブックレットが封入された。
また、雑誌や「三千世界の鴉を殺しマガジン」にも付録CDがある。
小説wings付録
2007年 - 2010年まで毎年、2月発売冬号に付録されている。
三千世界の鴉を殺しマガジン
「パープルヘブン編集者の監修による」との前置きがある。ドクターズの代わりとして、作者のお気に入りだが最近出番がないというブラッディ・レスが出演。